# Yomormia achalshenica
Yomormia achalshenica är en tvåvingeart som beskrevs av Jezek 1987. Yomormia achalshenica ingår i släktet Yomormia och familjen fjärilsmyggor. Inga underarter finns listade i Catalogue of Life.